# Bufo signifer
Bufo signifer là một loài cóc thuộc họ Bufonidae.
Đây là loài đặc hữu của Panama. Môi trường sống tự nhiên của chúng là rừng khô nhiệt đới hoặc cận nhiệt đới và đầm nước ngọt có nước theo mùa.
Chúng hiện đang bị đe dọa vì mất nơi sống.